# Carinha de Anjo
Carinha de Anjo (tạm dịch: Khuôn mặt & thiên thần) là một bộ phim truyền hình thuộc thể loại telenovela của hãng truyền hình SBT, ra mắt lần đầu năm 2016.

## Nội dung

### Dàn diễn viên
| Diễn viên          | Nhân vật                              |
| ------------------ | ------------------------------------- |
| Lorena Queiroz     | Dulce Maria Rezende Lários            |
| Bia Arantes        | Cecília Santos                        |
| Lucero             | Teresa Rezende Lários                 |
| Jean Paulo Campos  | José Carlos de Oliveira               |
| Carlo Porto        | Juliana Almeida                       |
| Dani Gondim        | Nicole Escobar Clivan                 |
| Daniel Alvim       | Leonardo Lários                       |
| Maisa Silva        | Juliana Almeida (Juju)                |
| Karin Hils         | Irmã Fabiana Teixeira                 |
| Thiago Mendonça    | Vitor Gamboa                          |
| Dudu Pelizzari     | Flávio Escobar                        |
| Alcemar Vieira     | Padre Gabriel Lários                  |
| Blota Filho        | Silvestre Moreira                     |
| Ângela Dip         | Rosana Almeida                        |
| Eliana Guttman     | Maristela Lopes (Madre Superiora)     |
| Priscila Sol       | Estefânia Lários Gamboa (Tia Perucas) |
| Clarice Niskier    | Haydee Escobar                        |
| Stella Miranda     | Noêmia Medeiros                       |
| Rodolfo Valente    | Ricardo Ávila                         |
| Leonardo Oliveira  | José Felipe de Oliveira (Zé Felipe)   |
| Sienna Belle       | Frida Bastos                          |
| José Rubens Chachá | Delegado Peixoto                      |
| Carlos Mariano     | Policial Ribeiro                      |
| Gabriel Miller     | Emílio Almeida                        |
| Luiz Guilherme     | Adolfo Rezende                        |
| Gabriela Petry     | Selene                                |
| Bruno Lopes        | Dr. André Renato Vieira               |
| Camilo Bevilacqua  | Pascoal Gomes                         |
| Francisco Carvalho | Rodrigo Antunes                       |
| Carol Loback       | Franciely da Silva                    |
| Duda Silva         | Maria Eduarda Vilas (Duda)            |
| Manuela Dieguez    | Débora                                |
| Luiz Araújo        | Valter                                |
| Willian Mello      | Dr. Jairo                             |
| Sylvia Design      | Djenane                               |
| Carolina Manica    | Paula                                 |
| Juju Mattos        | Ana Júlia                             |
| Eduardo Semerjian  | Murilo                                |
| Laryssa Dias       | Irmã Luzia                            |
| Diego Cristo       | Osmar                                 |
| Adriana Rabelo     | Francesca Rossi                       |